# Connie Dellkrantz

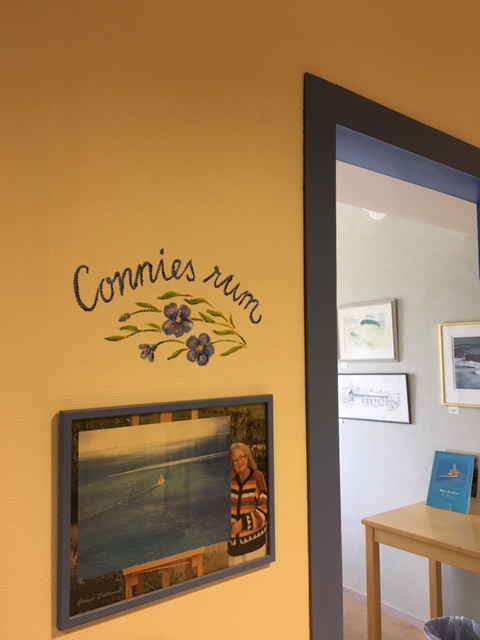
Foto från Connie Dellkrantz permanenta utställning på Bollnäs bibliotek

Connie Dellkrantz född Molander 20 oktober 1919 i Bräcke, död 12 november 2019, var verksam som målare, tecknare, grafiker sedan 1950. På Bollnäs bibliotek finns en permanent utställning med Connie Dellkrantz alster.   